# Suzuran (Schiff, 2012)
Die Suzuran (II) (すずらん) ist ein 2012 in Dienst gestelltes Fährschiff der japanischen Reederei Shin Nihonkai Ferry. Sie steht auf der Strecke von Tsuruga nach Tomakomai im Einsatz.

## Geschichte
Die Suzuran entstand ab Juni 2011 unter der Baunummer 2276 zeitgleich mit ihrem Schwesterschiff Suisen in der Werft von Mitsubishi Heavy Industries in Nagasaki und lief am 27. Januar 2012 vom Stapel. Nach ihrer Ablieferung an Shin Nihonkai Ferry am 29. Juni 2012 nahm sie am 1. Juli den Fährdienst von Tsuruga nach Tomakomai auf. Sie ersetzte die erste, 1996 in Dienst gestellte Suzuran, die bereits am 20. Juni 2012 ihre letzte Überfahrt beendet hatte.
Am 31. Juli 2015 gehörte die Suzuran zu den Schiffen, die bei der Evakuierung der in Brand geratenen Sunflower Daisetsu halfen. 2020 wurde das Schiff mit Scrubbern ausgestattet. Von November 2022 bis Mai 2023 ersetzte es kurzzeitig die durch technische Defekte ausgefallenen Fähren Hamayu und Soleil auf der Strecke von Kitakyūshū nach Yokosuka.
Die Suisen konnte insgesamt bis zu 613 Passagiere befördern. Nach einem Umbau der Passagiereinrichtungen 2023 sank die Gesamtzahl der Passagiere auf 590. Die Passagiere reisen in verschiedenen Kabinenkategorien, die von Mehrbett-Kojen und Schlafsälen über verschieden große Privatkabinen bis hin zu Suiten reichen. Zur weiteren Ausstattung des Schiffes gehören zwei Restaurants, ein Café, ein Bordgeschäft, ein Gemeinschaftsbad (Sentō) mit Massageraum, ein auch als Kino nutzbarer Konferenzraum, ein Kinderspielzimmer, ein Fitnessraum und ein Karaoke-Zimmer. Zudem gibt es an Bord Bereiche mit Snack- und Getränkeautomaten, ein Raucherzimmer auf jedem Deck und eine Wäscherei.